# Ryan Allsop
Ryan Allsop (Birmingham, 17 juni 1992) is een Engels voetballer die speelt als doelman. Hij verruilde in januari 2013 Leyton Oriënt voor AFC Bournemouth. 
Allsop begon zijn carrière bij de jeugdploegen van West Bromwich Albion FC, om uiteindelijk door te stromen tot reservedoelman in de eerste ploeg. Tijdens zijn periode bij West Bromwich werd hij tevens vijfmaal opgeroepen voor het Engels voetbalelftal onder 17. In 2011 verhuisde hij naar Millwall FC, waar hij echter niet aan spelen toe kwam en na de komst van Maik Taylor vierde doelman was. Hierdoor ging hij een jaar later naar de IJslandse toenmalige tweedeklasser Höttur. Na nog geen half seizoen in de IJslandse competitie tekende Allsop opnieuw een contract in zijn thuisland, ditmaal bij Leyton Orient FC. Door blessureleed bij de eerste en tweede keeper bij deze club maakte hij zijn professionele debuut in Engeland tijdens een wedstrijd in het toernooi om de League Cup-wedstrijd, tegen Charlton Athletic FC. Hierin haalde Leyton Orient na strafschoppen de overwinning binnen. Op 18 januari 2013 tekende Allsop als transfervrije speler een contract bij AFC Bournemouth. In juli 2014 werd hij nog een half seizoen uitgeleend aan Coventry City. Zonder zelf voor Bournemouth gespeeld te hebben dat jaar, promoveerde hij daarmee in 2015 voor het eerst in de clubgeschiedenis naar de Premier League. In juli 2015 verlengde Bournemouth zijn contract tot medio 2016.

## Clubstatistieken
| Seizoen | Club                 | Competitie     | Competitie | Competitie | Beker | Beker | Internationaal | Internationaal | Totaal | Totaal |
| Seizoen | Club                 | Competitie     | Wed.       | Dlp.       | Wed.  | Dlp.  | Wed.           | Dlp.           | Wed.   | Dlp.   |
| ------- | -------------------- | -------------- | ---------- | ---------- | ----- | ----- | -------------- | -------------- | ------ | ------ |
| 2009/10 | West Bromwich Albion | Championship   | 0          | 0          | 0     | 0     | —              | —              | 0      | 0      |
| 2010/11 | West Bromwich Albion | Premier League | 0          | 0          | 0     | 0     | —              | —              | 0      | 0      |
| 2010/11 | → Stockport County   | League Two     | 0          | 0          | 0     | 0     | —              | —              | 0      | 0      |
| 2011/12 | Millwall FC          | Championship   | 0          | 0          | 0     | 0     | —              | —              | 0      | 0      |
| 2012    | Höttur               | 2. deild karla | 8          | 0          | 0     | 0     | —              | —              | 8      | 0      |
| 2012/13 | Leyton Orient        | League One     | 20         | 0          | 4     | 0     | —              | —              | 24     | 0      |
| 2012/13 | AFC Bournemouth      | League One     | 10         | 0          | 0     | 0     | —              | —              | 10     | 0      |
| 2013/14 | AFC Bournemouth      | Championship   | 12         | 0          | 3     | 0     | —              | —              | 15     | 0      |
| 2014/15 | AFC Bournemouth      | Championship   | 0          | 0          | 0     | 0     | —              | —              | 0      | 0      |
| 2014/15 | → Coventry City      | League One     | 24         | 0          | 0     | 0     | —              | —              | 24     | 0      |
| Totaal  | Totaal               | Totaal         | 74         | 0          | 7     | 0     | 0              | 0              | 71     | 0      |

Bijgewerkt op 16 juni 2015.

## Erelijst
| Kampioen Championship | 1x | 2014/15 |